# URO VAMTAC
URO VAMTAC (Vehículo de Alta Movilidad Táctico) — колёсный полноприводный внедорожник вооружённых сил Испании. Производится фирмой UROVESA - URO Vehículos Especiales S.A. Автомобильная компания UROVESA сосредоточена на проектировании и изготовлении многоцелевых внедорожников для военного и гражданского применения, таких как VAMTAC и TRUCK M3. 
Варианты:
- URO VAMTAC i3 [1]
- URO VAMTAC S3 [2]

## Операторы
- Испания
  - Вооружённые силы Испании
  - Военно-воздушные силы Испании
  - Grupo Especial de Operaciones (Специальная оперативная группа)
  - Bomb squad

- Бельгия

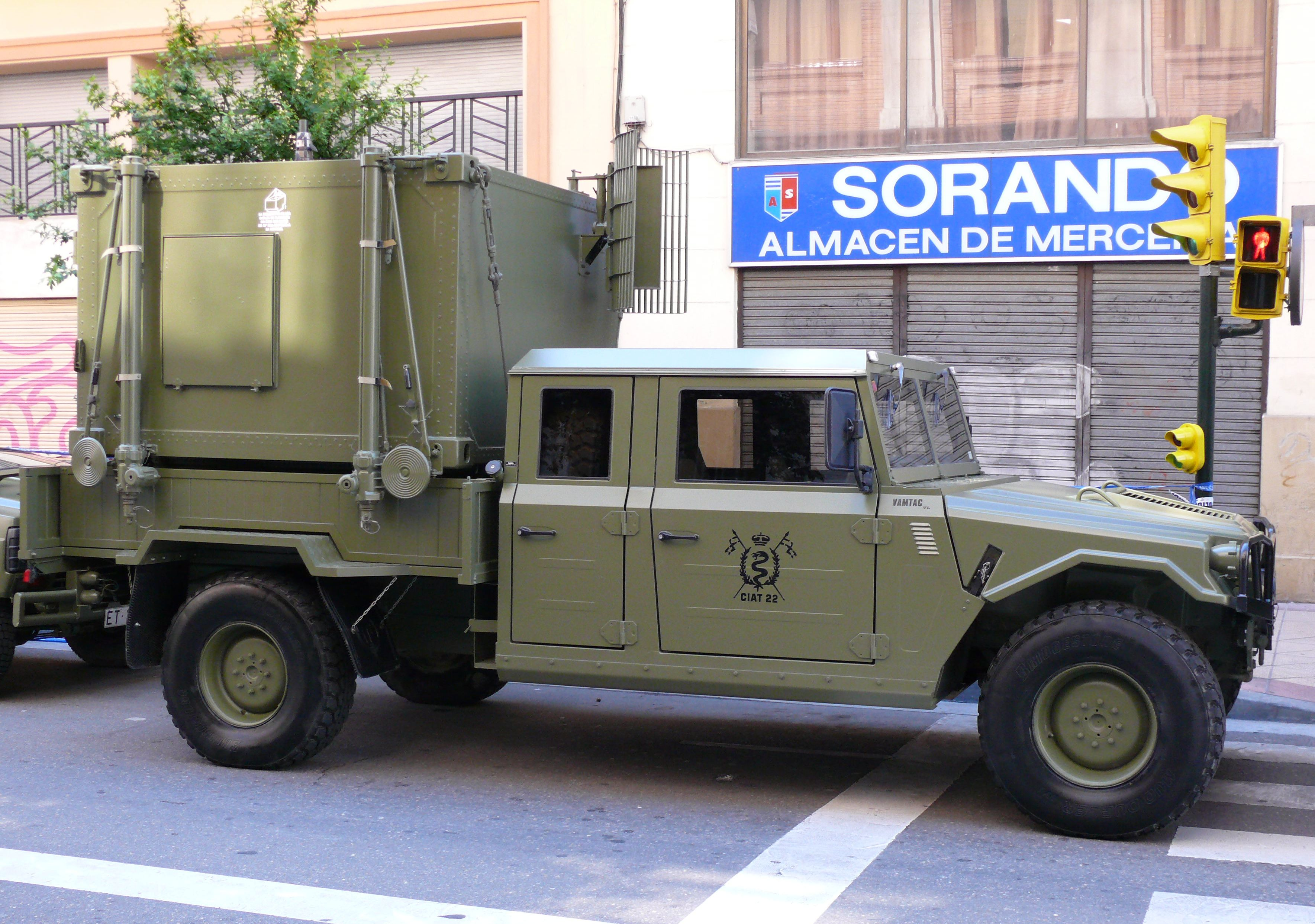

  - Вооружённые силы Бельгии: NBCD decontamination vehicles
- Румыния: имеет 60 автомобилей URO VAMTAC S3 и 2 URO VAMTAC S3 EOD (обезвреживание неразорвавшихся бомб).[3]
- Марокко: 1,200 автомобилей URO VAMTAC проданы в Ноябре 2006 года.[4]
- Малайзия: 85 автомобилей URO VAMTAC куплены 23 апреля 2008.[5]
- Португалия
- Доминиканская республика
- Ирландия: всего 4 автомобиля
- Венесуэла
  - Полиция
- Саудовская Аравия
  - Сухопутные войска Саудовской Аравии: 30 машин[6]
- Украина

## Ссылки

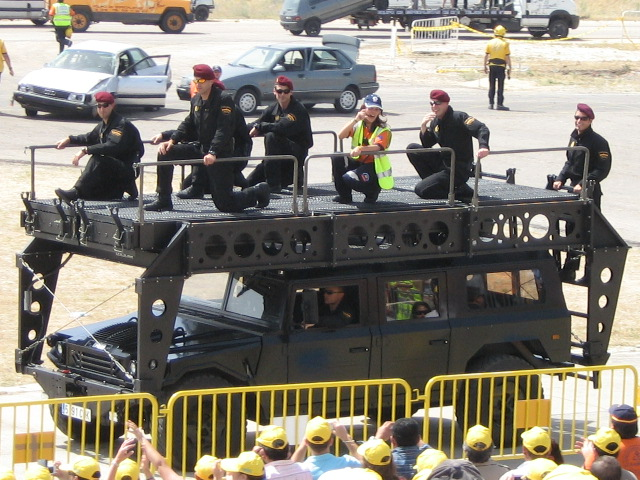